# Спенглер, Джин
Джин Элизабет Спенглер (англ. Jean Elizabeth Spangler; 2 сентября 1923, Сиэтл, США — пропала без вести 7 октября 1949, Лос-Анджелес, США) — американская актриса и танцовщица. Она появилась в эпизодических ролях в нескольких голливудских фильмах в конце 1940-х. Её бесследное исчезновение в 1949 году вызвало широкий общественный резонанс и породило множество слухов.

## Биография
Джин Спенглер родилась в Сиэтле. Она закончила старшую школу Franklin High School в 1941 году. Спенглер начала карьеру как танцовщица в театрах. В 1942 году она вышла замуж за промышленника Декстера Беннера (1920—2007), 22 апреля 1944 года у них родилась дочь Кристина. Супруги развелись в 1946 году. После развода они долгое время судились за опеку на дочерью. В итоге опека была присуждена Джин.
С 1948 года Спенлер появилась в эпизодических ролях без упоминания в титрах в нескольких кинофильмах, таких как «Чудо колокола»,
«Когда моя крошка улыбается мне», «Цыплёнок каждое воскресенье», «Трубач» и «Шампанское для Цезаря». Во время своего исчезновения она жила с матерью Флоренс, пятилетней дочерью, братом Эдвардом и сестрой мужа Софи.

## Исчезновение
В пятницу 7 октября 1949 года Спенглер покинула свой дом в Лос-Анджелесе около 17:00. Она оставила дочь с Софи и сказала, что собирается встретиться с бывшим мужем и обсудить выплату алиментов, после чего у неё будут съёмки. Флоренс в это время гостила у родственников в Кентукки. Спустя два часа после отъезда Спенглер позвонила домой и сказала Софи, что ей «придется работать все восемь часов», и она вероятно не придёт домой вечером. На следующее утро 8 октября Спенглер также не вернулась. Софи подала заявление в полицию о её исчезновении. Полиции не удалось выяснить, в какой киностудии Спенглер якобы работала в ту ночь.
9 октября 1949 года сумочка Спенглер была найдена в Гриффит-парке в Лос-Анджелесе, примерно в 8,5 км от её дома. Оба ремня на одной стороне сумки были разорваны, как будто её сорвали с руки. Шестьдесят полицейских и более ста добровольцев обыскали природный парк, но других улик обнаружено не было. В кошельке была записка, адресованная некоему «Кирку», которая гласила: "Кирк: Не могу больше ждать. Собираюсь навестить доктора Скотта. Лучше это сделать, пока мама уехала, " (англ. Kirk: Can't wait any longer, Going to see Dr. Scott. It will work best this way while mother is away,). Записка заканчивалась запятой.
Остаётся неизвестным, кто были упомянутые в записке «Кирк» и «доктор Скотт». Ни семья Спенглер, ни её друзья не знали никого с этим именем. Когда мать Джин Флоренс вернулась в Лос-Анджелес, она рассказала полиции, что некто по имени «Кирк» дважды встречал Джин у дома, но он сидел в машине и не выходил. Полиция допросила каждого доктора с фамилией Скотт в городе, но ни у кого из них не было пациентки с фамилией Спенглер. У Джин был в прошлом любовник-тиран, которого она называла «Скотти». Однако её адвокат сказал, что она не видела Скотти с 1945 года.
Бывший муж Спенглер был одним из подозреваемых. Он утверждал, что не видел Джин в течение нескольких недель. Его жена Линн Ласки Беннер (1924—2019) подтвердила его показания. Также из-за имени в записке в прессе появились теории о связи с актёром Кирком Дугласом, с которым Спенглер снималась в фильме «Трубач». Сначала Дуглас отрицал, что знал актрису, однако впоследствии в телефонном разговоре признался, что разговаривал с ней на съёмках. 12 октября Дуглас сделал официальное заявление для прессы, в котором сказал, что несколько раз пересекался с Джин на площадке, однако никогда не общался с ней вне съёмок. По одной из версий, актриса обратилась к некоему доктору за проведением аборта, которые в тот период в США были нелегальны. Однако операция прошла неудачно, и Спенглер скончалась. Её подруги заявили, что она действительно была беременна. Также высказывались версии о причастности организованной преступности или же серийного убийцы. В прессе появлялись сообщения, что Джин могла стать жертвой того же убийцы, что и Элизабет Шорт («Чёрный георгин»).
Вскоре после исчезновения Спенглер 27 октября 1949 года её бывший муж Беннер получил опеку над Кристиной. Он не позволял бывшей тёще видеть ребёнка, несмотря на постановление суда. Ему было назначено наказание в виде 15 дней тюремного заключения. После этого Беннер сбежал с семьёй во Флориду. Спенглер числится пропавшей без вести, её дело открыто.